# Mistrzostwa Europy w Zapasach 1904
Mistrzostwa Europy w zapasach 1904, były 4. nieoficjalnymi ME w tej dyscyplinie sportowej (styl klasyczny), które odbyły się 24 stycznia 1904 w Amsterdamie. Złotym medalistą został bliżej nieznany Holender - J. Ploeger.

## Medaliści
| Kat. wagowa | Złoto      | Srebro        | Brąz       |
| ----------- | ---------- | ------------- | ---------- |
| Open        | J. Ploeger | Joseph Plombe | J. Koelink |

## Tabela medalowa
| Poz. | Państwo  |   |   |   | Łącznie |
| ---- | -------- | - | - | - | ------- |
| 1    | Holandia | 1 | 0 | 1 | 2       |
| 2    | Belgia   | 0 | 1 | 0 | 1       |